# Ligamento trapezoide
El ligamento trapezoide es un ligamento con un espesor de 4 a 5 mm de tejido celular laxo que se inserta por abajo en la mitad posterior del borde medial de la apófisis coracoides, desde donde se dirige hacia arriba lateralmente para insertarse en la cara inferior de la clavícula, donde produce el levantamiento de un tubérculo óseo. Presenta un borde posterior en relación con el ligamento siguiente (ligamento conoideo), y un borde anterior libre.